# Zorc
Zorc je priimek več znanih Slovencev:
- Alojz Zorc (1912—1963), geolog in rudarski strokovnjak
- Anton Zorc (1918—2000), agronom, živinorejski strokovnjak
- Anže Zorc (*1994), nogometaš
- Damijan Zorc (*1965), novinar, pank pevec
- Darja Zorc Maver (*1962), socialna pedagoginja
- Franc Zorc, policist
- Grega Zorc (*1977), igralec
- Irena Zorc, pediatrinja
- Marjeta (Metka) Zorc (*1947), kardiologinja in zdravstvena podjetnica ("Medicor")
- Milovan Zorc (1935—2018), generalmajor, vojaški svetovalec
- Mitja Zorc (*1974), arhitekt, FA
- Pavel Zorc, bobnar
- Ruda Zorc Pleskovič (*1949), medic.-histologinja, onkologinja
- Simona Zorc Ramovš (*1964), gledališka igralka in režiserka
- Thomas Zorc, abdominalni kirurg (ZDA)